# Mad Vallis
Mad Vallis je údolí či bývalé řečiště na povrchu Marsu, v oblasti Hellas. Poblíž se nachází krátery Gledhill a Spallanzani, na jihozápad od údolí se nachází Malea Planum, na západ je Axius Valles a na sever je Hellas Planitia, směrem na sever se nachází Zea Dorsa.